# Ernst von Bergmann (medicinare)

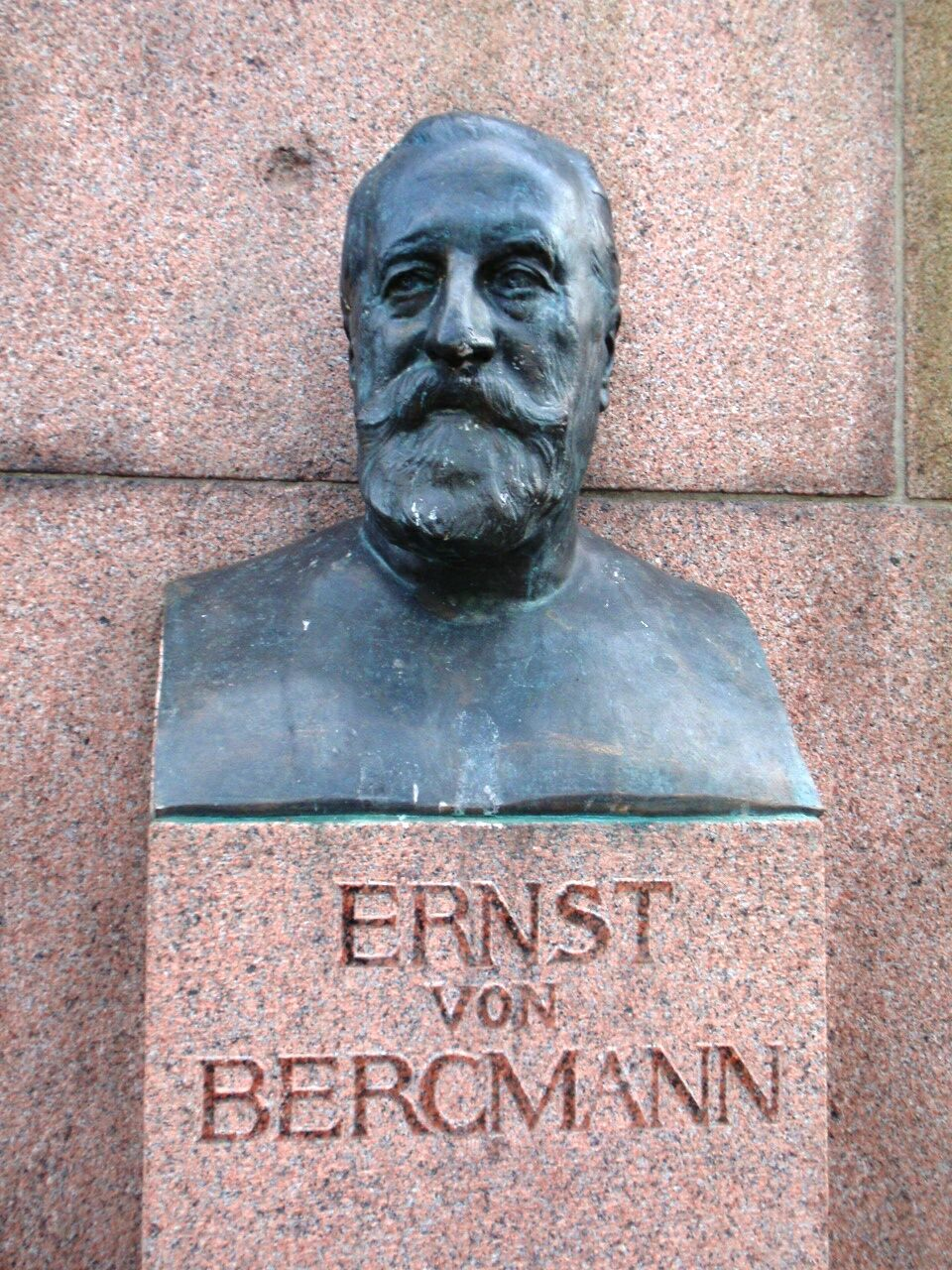
Byst på Toomemägi i Tartu av Adolf von Hildebrand

Ernst von Bergmann, född 16 december 1836 i Riga, död 25 mars 1907 i Wiesbaden, var en tysk kirurg.
Ernst von Bergmann blev medicine doktor 1860, utnämndes 1871 till professor i kirurgi i Dorpat, kallades 1878 till motsvarande befattning i Würzburg och 1882 till kirurgie professor i Berlin. Utöver en mängd artiklar i tidskrifter publicerade han Die chirurgische Behandlung bei Hirnkrankheiten (1889, tredje upplagan 1899), Anleitende Vorlesungen für den Operations-Cursus an der Leiche (tillsammans med Hugo Rochs, 1901–1903) ävensom den i förening med Paul von Bruns och Jan Mikulicz-Radecki redigerade "Handbuch der praktischen Chirurgie" (andra upplagan 1902–1903), i vilken han bearbetade huvudets sårskador och hjärnkirurgin. Han var även av "Archiv für klinische Chirurgie", "Centralblatt für Chirurgie" och "Sammlung klinischer Vorträge". År 1895 blev han ledamot av Vetenskaps- och vitterhetssamhället i Göteborg.